# Enugu (stad)
Enugu ("heuveltop") is een stad in Nigeria en het bestuurlijk centrum van de staat Enugu. De stad heeft 764.101 inwoners (2013).
Enugu ontwikkelde zich aan het begin van de 20e eeuw als mijnstadje, nadat er in 1909 steenkool was gevonden. Tijdens zijn zoektocht naar zilver ontdekte de Britse geoloog Albert Kitson kolen in het Udigebergte. De koloniale gouverneur, Frederick Lugard, toonde veel interesse in de ontdekking, en in 1914 arriveerde de eerste lading in het Verenigd Koninkrijk. Vanuit Port Harcourt aan de kust werd een spoorlijn aangelegd, die in 1916 werd voltooid. Enugu ontwikkelde zich nu verder als spoorwegknooppunt en industrieel centrum voor meubels, keramiek, textiel, asbest, cement, alkyngassen en staal. In 1917 kreeg het zijn status als stad. Het kolendelven is in de jaren zeventig afgenomen vanwege de productie van ruwe olie, maar steenkool blijft een belangrijke delfstof.
Vanuit Enugu was de Britse overheid in staat haar invloed te verspreiden over de zuidelijke provincie van Nigeria. Aan de smalle kronkelende straten in de Government Reserved Area (GRA) - oorspronkelijk bedoeld voor blanken - en de sierlijke georgiaanse architectuur is het koloniale verleden van de stad duidelijk te zien.
De stad deed dienst als de hoofdstad van de voormalige zuidelijke (1929-39) en oostelijke (1939-67) regio's, de voormalige provincie Anambra, en van de kortstondige separatistische provincie Biafra.

## Religie
Enugu is de zetel van een rooms-katholiek bisdom.

## Geboren
- Charles Onyeama (1917-1999), rechter
- William Onyeabor (1946), muzikant
- Dr. Alban (1957), zanger
- James Iroha Uchechukwu (1972), fotograaf
- Jay-Jay Okocha (1973), voetballer
- Chimamanda Ngozi Adichie (1977), auteur
- John Utaka (1982), voetballer
- Obiora Odita (1983), voetballer
- John Chibuike (1988), voetballer
- Alex Nkume (1989), voetballer
- Chidozie Awaziem (1997), voetballer